# Brenthia
Brenthia là một chi bướm đêm thuộc họ Choreutidae.

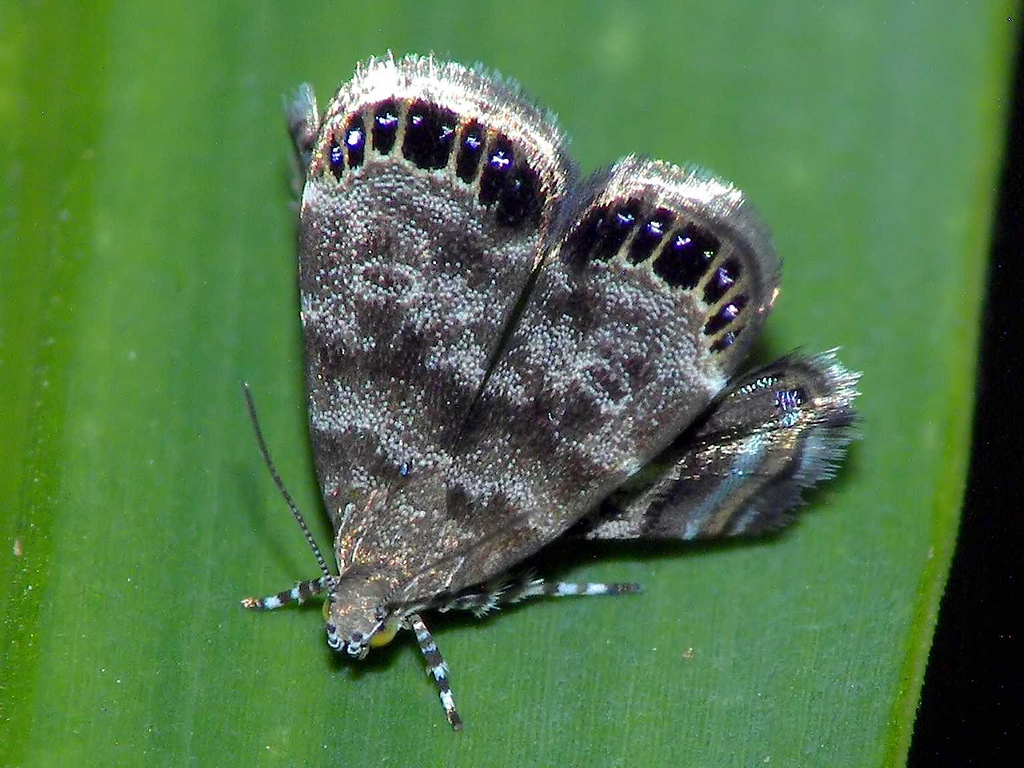
Brenthia species ở Hồng Kông

## Các loài
- Brenthia albimaculana (Snellen, 1875)
- Brenthia anisopa Diakonoff, 1968
- Brenthia ardens Meyrick, 1912
- Brenthia buthusalis (Walker, 1863)
- Brenthia caelicola Meyrick, 1910
- Brenthia confluxana (Walker, 1863)
- Brenthia coronigera Meyrick, 1918
- Brenthia cubana Heppner, 1985
- Brenthia cyanaula Meyrick, 1912
- Brenthia diplotaphra Meyrick, 1938
- Brenthia elachista Walsingham, 1900
- Brenthia elongata Heppner, 1985
- Brenthia entoma Diakonoff, 1982
- Brenthia excusana (Walker, 1863)
- Brenthia formosensis Issiki, 1930
- Brenthia gregori Heppner, 1985
- Brenthia harmonica Meyrick, 1918
- Brenthia hexaselena Meyrick, 1909
- Brenthia hibiscusae Heppner, 1985
- Brenthia leptocosma Meyrick, 1916
- Brenthia melodica Meyrick, 1922
- Brenthia monolychna Meyrick, 1915
- Brenthia moriutii Arita, 1987
- Brenthia nephelosema Diakonoff, 1978
- Brenthia ocularis (Felder và Rogenhofer, 1875)
- Brenthia pavonacella Clemens, 1860
- Brenthia pileae Arita, 1971
- Brenthia quadriforella Zeller, 1877
- Brenthia salaconia Meyrick, 1910
- Brenthia sapindella Busck, 1934
- Brenthia spintheristis Meyrick, 1910
- Brenthia thoracosema Diakonoff, 1982
- Brenthia trilampas Meyrick, 1918
- Brenthia trilitha Meyrick, 1907
- Brenthia trimachaera Meyrick, 1927
- Brenthia yaeyamae Arita, 1971

## Hình ảnh

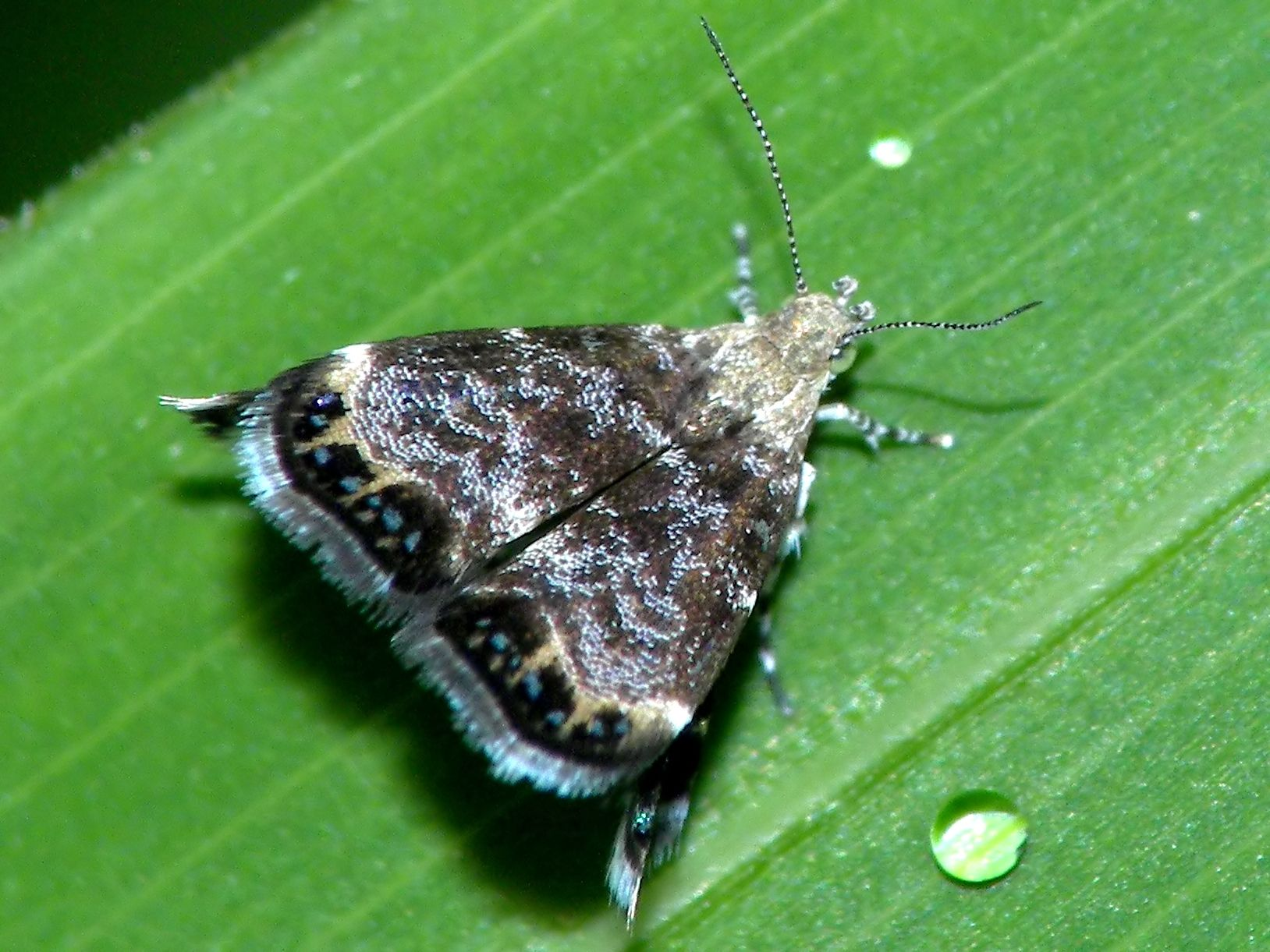